# متروکنت (متروی استانبول)
متروکنت (انگلیسی: MetroKent) یکی از ایستگاه‌های خط ام۳ متروی استانبول است.
این ایستگاه که در منطقه باشاک‌شهر قرار دارد در سال ۲۰۱۳ تأسیس شده‌است.